# Sciuscià (lustrascarpe)

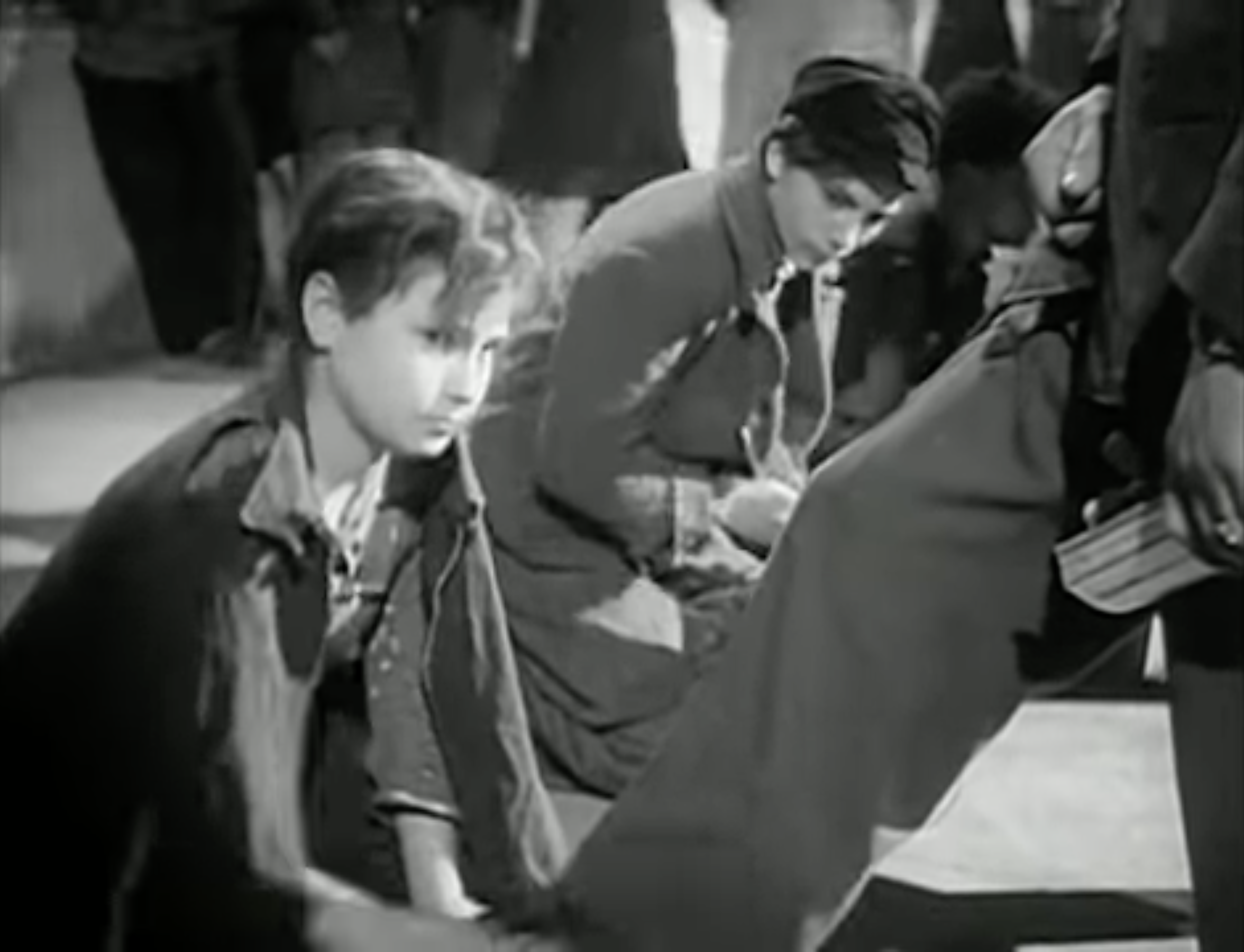
I due ragazzini protagonisti del film Sciuscià (1946) in una scena in cui lustrano le scarpe

Sciuscià è la deformazione popolare dell'originale termine inglese shoeshine (ovvero "lustrascarpe").

## Significato
La parola, oggi in disuso, stava ad indicare i bambini, di età compresa approssimativamente tra i 7 e i 12 anni, i famosi "scugnizzi", che vivevano arrangiandosi per le strade dei quartieri napoletani più poveri, soprattutto pulendo le scarpe o facendo piccoli lavori per gli adulti in cambio di pochi spiccioli. La parola divenne nota nel resto d'Italia soprattutto ad opera del film di Vittorio De Sica del 1946, intitolato appunto Sciuscià.

## Etimologia
Il termine sciuscià nacque in Italia centromeridionale durante la seconda guerra mondiale, e precisamente durante il periodo dell'occupazione statunitense (1944-1945), quando i bambini guadagnavano qualche lira facendo i lustrascarpe. La pronuncia inglese suona all'incirca come sciuu sciain, diventato sciuscià.